# بيتشون بالا (والانجرد)
بیتشون بالا (بالفارسية: بیچون بالا) هي مستوطنة تقع في إيران في قسم والانجرد الريفي.